# Anne-Frank-Realschule Montabaur
Die Anne-Frank-Realschule plus Montabaur besteht seit 1969 als Staatliche Realschule. Derzeit gehört sie mit 940 Schülern in 37 Klassen zu den größten Realschulen im Land Rheinland-Pfalz. An der AFR unterrichten 69 Lehrkräfte und 3 Realschullehreranwärter. 1994 wurde die Schule nach Anne Frank benannt. Schulträger ist der Westerwaldkreis.

## Geschichte
Die Schule wurde 1969 als Staatliche Realschule gegründet und trug diesen Namen bis 1994. Im Jahre 1994 erhielt sie den Namen „Anne-Frank-Realschule Montabaur“. Die Schülerzahl ist in den letzten Jahren konstant, auch wenn die Anmeldungen für die 5. Klasse aus demographischen Gründen rückläufig ist. Seit 1. August 2009 ist die Anne-Frank-Realschule eine kooperative Realschule plus.

## Unterricht

### Wahlpflichtfächer
In der Jahrgangsstufe 6 können die Schüler zwischen Französisch und einem „Schnupperkurs“ durch die drei Wahlpflichtfächer Technik und Naturwissenschaften (TuN), Hauswirtschaft und Sozialwesen (HuS) und Wirtschaft und Verwaltung (WuV) wählen.
Ab der Klassenstufe 7 wählen die Schüler zusätzlich aus folgenden Wahlpflichtfächern:
- Französisch, Technik und Naturwissenschaften, Wirtschaft und Verwaltung, Hauswirtschaft und Sozialwesen, Sport und Gesundheit, Kunst und Medien
- Französisch Fortgeschrittene bzw. Anfänger, Mathematik-Naturwissenschaften, Wirtschafts- und Sozialkunde, Sport (für Klassenstufe 9 und 10)

## Arbeitsgemeinschaften (AGs)
Die Schule bietet mehrere Arbeitsgemeinschaften an, hierbei wird der sportliche (z. B. Handball), musikalische (z. B. Chor), soziale (z. B. Streitschlichtung) als auch der mediale Bereich (z. B. Website-Erstellung, Filme erstellen u.v.m) abgedeckt.
Des Weiteren ermöglicht die Schule die Teilnahme am Fritz-Walter-Cup und an den Wettbewerben Jugend trainiert für Olympia in Leichtathletik, Handball, Fußball, Tischtennis.

## Austausch
Gemeinsam mit dem Mons-Tabor-Gymnasium besteht seit über 25 Jahren ein Austausch mit einem College und einem Lycée in Tonnerre in Frankreich.

## Projekte
Seit 2002 vermittelt die Schule an Sockeltrainingstagen vor den Herbstferien und den Osterferien in den Klassenstufe 5 bis 8 Methoden, Kommunikation und Teamentwicklung. Seit 2005 findet jährlich der Tag der Ausbildung statt, an dem einige Betriebe, Schulen und Behörden ihre Ausbildungsberufe präsentieren. Die Realschule war 2007 Pilotschule der AQS, die die externe Evaluation in Rheinland-Pfalz durchführt.